# Inwood, Iowa
Inwood là một thành phố thuộc quận Lyon, tiểu bang Iowa, Hoa Kỳ. Năm 2010, dân số của thành phố này là 814 người.

## Dân số
Dân số qua các năm:
- Năm 2000: 875 người.
- Năm 2010: 814 người.